# Le Verdon-sur-Mer

Le Verdon-sur-Mer este o comună în departamentul Gironde din sud-vestul Franței. În 2009 avea o populație de 1.334 de locuitori.

## Evoluția populației
| An        | 1975  | 1982  | 1990  | 1999  | 2006  | 2009  |
| --------- | ----- | ----- | ----- | ----- | ----- | ----- |
| Populație | 1.648 | 1.616 | 1.344 | 1.274 | 1.358 | 1.334 |